# Codice Morse russo
Il codice Morse russo è un sistema per trasmettere lettere, numeri e segni di punteggiatura per mezzo di un segnale in codice ad intermittenza che riprende il codice Morse per l'alfabeto latino. Per memorizzare i vari codici, gli addetti utilizzano una tecnica mnemonica basata su brevi filastrocche, chiamate напевы, che letteralmente significa "melodia", che spesso differiscono a seconda della scuola frequentata.
Una "melodia" corrispondente ad un carattere dell'alfabeto Morse è una piccola frase che viene cantata (da qui il nome "melodia"): le sillabe contenenti le vocali a, o e ы sono sillabe lunghe e corrispondono alle linee, le altre sillabe e la sillaba "ай" sono brevi e corrispondono quindi ai punti.

## Tabella e melodia
| Carattere russo         | Carattere latino        | Codice Morse | "Melodia"                                                    |
| ----------------------- | ----------------------- | ------------ | ------------------------------------------------------------ |
| A                       | A ⓘ                     | · −          | ай-даа                                                       |
| Б                       | B ⓘ                     | − ·          | баа-ки-те-кут                                                |
| В                       | W ⓘ                     | · −          | ви-даа-лаа                                                   |
| Г                       | G ⓘ                     | − ·          | гаа-раа-жи, гаа-гаа-рин                                      |
| Д                       | D ⓘ                     | − ·          | доо-ми-ки                                                    |
| Е                       | E ⓘ                     | ·            | есть                                                         |
| Ж                       | V ⓘ                     | · −          | жи-ви-те-таак                                                |
| З                       | Z ⓘ                     | − ·          | заа-каа-ти-ки, заа-моо-чи-ки                                 |
| И                       | I ⓘ                     | ·            | и-ди                                                         |
| Й                       | J ⓘ                     | · −          | и краат-коо-ее, йес-наа паа-раа                              |
| К                       | K ⓘ                     | − · −        | каак же таак?, каак-де-лаа                                   |
| Л                       | L ⓘ                     | · − ·        | лу-наа-ти-ки                                                 |
| М                       | M ⓘ                     | −            | маа-маа                                                      |
| H                       | N ⓘ                     | − ·          | ноо-мер                                                      |
| О                       | O ⓘ                     | −            | оо-коо-лоо                                                   |
| П                       | P ⓘ                     | · − ·        | пи-лаа-поо-ёт, пи-лаа-ноо-ет                                 |
| P                       | R ⓘ                     | · − ·        | ре-шаа-ет                                                    |
| С                       | S ⓘ                     | ·            | си-ни-е, си-не-е, са-мо-лёт                                  |
| Т                       | T ⓘ                     | −            | таак                                                         |
| У                       | U ⓘ                     | · −          | у-нес-лоо                                                    |
| Ф                       | F ⓘ                     | · − ·        | фи-ли-моон-чик                                               |
| Х                       | H ⓘ                     | ·            | хи-ми-чи-те                                                  |
| Ц                       | C ⓘ                     | − · − ·      | цаа-пли-наа-ши, цаа-пли-хоо-дят                              |
| Ч                       | ö                       | − ·          | чаа-шаа-тоо-нет, чее-лоо-вее-чек                             |
| Ш                       | ch                      | −            | шаа-роо-ваа-рыы                                              |
| Щ                       | Q ⓘ                     | − · −        | щаа-ваам-не-шаа                                              |
| Ъ                       | ñ                       | − − · − −    | ээ-тоо-твёр-дыый-знаак, твёёр-дыый-не-мяяг-киий              |
| Ы                       | Y ⓘ                     | − · −        | ыы-не-наа-доо                                                |
| Ь                       | X ⓘ                     | − · −        | тоо-мяг-кий-знаак                                            |
| Э                       | é                       | · − ·        | э-ле-ктроо-ни-ки                                             |
| Ю                       | ü                       | · −          | ю-ли-аа-наа                                                  |
| Я                       | ä                       | · − · −      | я-маал-я-маал                                                |
| 1 ⓘ                     | 1 ⓘ                     | · −          | и-тооль-коо-оо-днаа                                          |
| 2 ⓘ                     | 2 ⓘ                     | · −          | две не-хоо-роо-шоо                                           |
| 3 ⓘ                     | 3 ⓘ                     | · −          | три те-бе-маа-лоо                                            |
| 4 ⓘ                     | 4 ⓘ                     | · −          | че-тве-ри-те-каа                                             |
| 5 ⓘ                     | 5 ⓘ                     | ·            | пя-ти-ле-ти-е                                                |
| 6 ⓘ                     | 6 ⓘ                     | − ·          | поо-шес-ти бе-ри, шеесть по-ка бе-ри                         |
| 7 ⓘ                     | 7 ⓘ                     | − ·          | даа-даа-се-ме-ри, сеемь сеемь хо-ро-шо, даай-даай-за-ку-рить |
| 8 ⓘ                     | 8 ⓘ                     | − ·          | воо-сьмоо-гоо-и-ди                                           |
| 9 ⓘ                     | 9 ⓘ                     | − ·          | ноо-наа-ноо-наа-ми                                           |
| ⓘ                       | ⓘ                       | −            | нооль-тоо-оо-коо-лоо                                         |
| . (Punto fermo)         | . (Punto fermo)         | ·            | сеть сети сеть сети                                          |
| , (Virgola)             | , (Virgola)             | · − · − · −  |                                                              |
| : (Due punti)           | : (Due punti)           | − ·          |                                                              |
| ; (Punto e virgola)     | ; (Punto e virgola)     | − · − · −    |                                                              |
| () (Parentesi)          | () (Parentesi)          | − · − · −    |                                                              |
| ' (Apostrofo)           | ' (Apostrofo)           | · − ·        |                                                              |
| " (Virgolette)          | " (Virgolette)          | · − · − ·    |                                                              |
| - (Lineetta)            | - (Lineetta)            | − · −        |                                                              |
| / (Barra obliqua)       | / (Barra obliqua)       | − · − ·      | дрообь здесь пред-стаавь-те                                  |
| ? (Punto interrogativo) | ? (Punto interrogativo) | · − ·        | вы ку-даа смоо-три-те?                                       |
| ! (Punto esclamativo)   | ! (Punto esclamativo)   | − · −        | гаа-даа-ли три браа-таа                                      |
| ‑ (Tratto d'unione)     | ‑ (Tratto d'unione)     | − · −        | рааз-де-ли-те-каа                                            |
| Errore                  | Errore                  | ·            | хи-ми-чи-те хи-ми-чи-те                                      |
| @ (Chiocciola)          | @ (Chiocciola)          | · − · − ·    |                                                              |